# نجیشه (روستا)
نجیشه به عربی ( النجیشة )، روستایی است در دهستان المقاطر از توابع استان شبوه در کشور یمن در شبه جزیره عربستان.

## جمعیت
جمعیت آن (۱۱۱) نفر (۸ خانوار) می‌باشد.